# Hoa quân nhập Việt
Hoa quân nhập Việt (tiếng Trung: 華軍入越) là sự kiện 20 vạn quân đội Tưởng Giới Thạch (tên chính thức là Quốc quân Trung Hoa Dân quốc) tiến vào miền Bắc Việt Nam với mục đích giải giáp quân đội Nhật Bản từ vĩ tuyến 16 ra Bắc theo sự phân công của Đồng Minh. Toán quân đầu tiên vượt biên giới vào miền bắc Việt Nam vào ngày 21 tháng 8 năm 1945  do Lư Hán và Tiêu Văn chỉ huy. Cùng thời điểm đó, các tổ chức chính trị theo chủ nghĩa quốc gia, chống Pháp và chống Việt Minh như Việt Quốc, Việt Cách, cũng vượt biên giới Việt-Trung vào Việt Nam thiết lập chính quyền tại một số tỉnh phía Bắc.
Ngày 6 tháng 3 năm 1946, Việt Nam Dân chủ Cộng hòa ký Hiệp định sơ bộ Pháp - Việt (1946), đồng ý cho quân Pháp thay thế quân Tưởng giải giáp quân Nhật. Ngày 15 tháng 6 năm 1946, quân Tưởng Giới Thạch hoàn thành việc rút khỏi Việt Nam.

## Bối cảnh
Chiến tranh thế giới thứ hai kết thúc, quân Nhật Bản đầu hàng phe Đồng minh. Theo thỏa thuận Potsdam, quân Anh sẽ giải giáp cho quân Nhật tại Việt Nam từ vĩ tuyến 16 về phía Nam và quân Trung Quốc sẽ giải giáp cho quân Nhật từ vĩ tuyến 16 về phía Bắc.
Khi quân Đồng Minh chưa đến nơi, Việt Minh thực hiện cách mạng tháng Tám, lật đổ chính quyền Đế quốc Việt Nam, thành lập Việt Nam Dân chủ Cộng hòa.
Theo Việt Nam Dân chủ Cộng hòa, quân Trung Quốc có âm mưu "Diệt Cộng cầm Hồ" tức là "Diệt Cộng sản, bắt Hồ Chí Minh", lật đổ chính quyền Việt Nam Dân chủ Cộng hòa. Ở miền Nam, quân Anh có trách nhiệm giải giáp quân Nhật và duy trì trật tự công cộng. Ngày 23 tháng 9 năm 1945, các lực lượng vũ trang Việt Nam đồng loạt tấn công quân Pháp vừa đổ bộ vào Sài Gòn. Quân Anh và Nhật hợp tác với quân Pháp đẩy lùi quân Việt Nam về vùng nông thôn và sau đó mở rộng chiếm đóng toàn miền Nam.
Nước Việt Nam Dân chủ Cộng hòa non trẻ phải đối mặt với vô vàn khó khăn: 
- Về quân sự: 20 vạn quân Tưởng chiếm đóng ở miền Bắc, 6 vạn quân Nhật được quân Anh sử dụng, quân Pháp tấn công trở lại.
- Về kinh tế: Tài nguyên quốc gia cạn kiệt. Ngân hàng Đông Dương nằm trong tay tư bản nước ngoài. Trung Quốc dùng đồng tiền "quan kim" và "quốc tệ" để đổi lấy tiền Việt, làm lũng đoạn thị trường Việt Nam. Mùa màng thát bát, nạn đói tràn lan.
- Về chính trị: Các lực lượng chính trị được quân Tưởng hậu thuẫn như Việt Quốc, Việt Cách được tham gia Chính phủ Liên hiệp Kháng chiến Việt Nam Dân chủ Cộng hòa mà không qua bầu cử, sau đó lại gây chia rẽ nghiêm trọng. Việt Quốc, Việt Cách phát hành các báo Thiết thực, Đồng Tâm, rải truyền đơn tố cáo Việt Minh độc tài, đàn áp các đảng phái quốc gia và hợp tác với Pháp[7]. Việt Quốc, Việt Cách cũng chuẩn bị các bước nhằm đảo chính, lật đổ chính phủ Việt Nam Dân chủ Cộng hòa. Sau đó Việt Minh mở chiến dịch trấn áp Việt Quốc, Việt Cách[8]. Chính phủ Liên hiệp Kháng chiến tan rã do các lãnh đạo Việt Quốc, Việt Cách rời bỏ chính phủ lưu vong sang Trung Quốc[9][10].

## Diễn biến

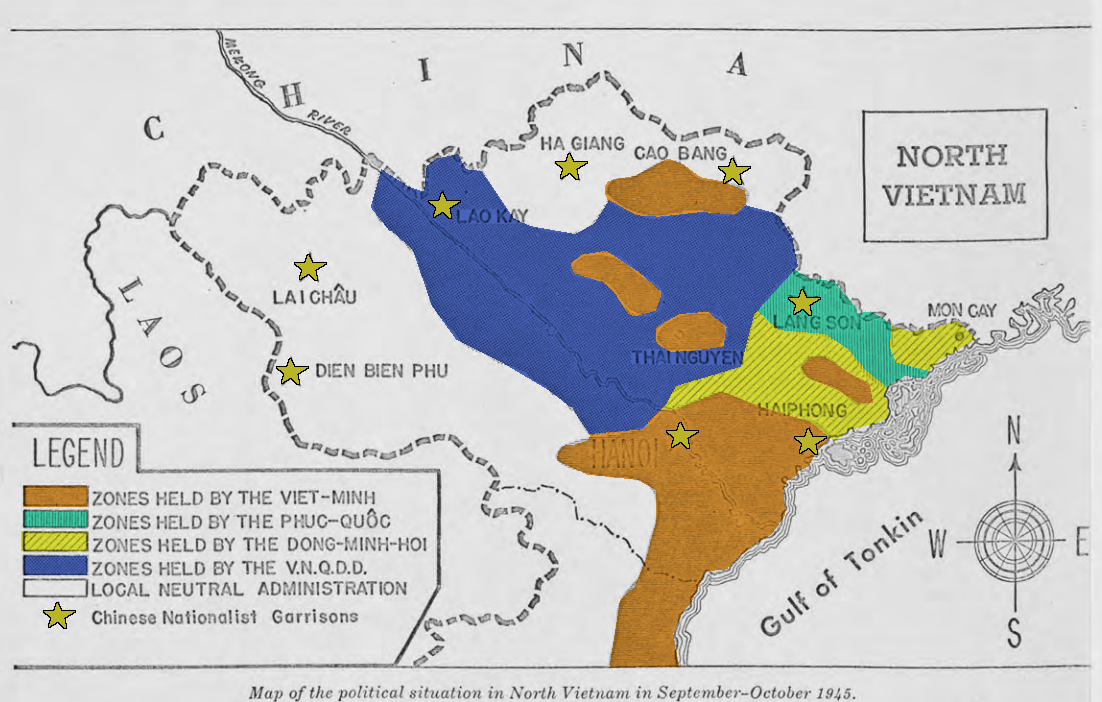
Bản đồ tình hình chính trị ở miền Bắc Việt Nam trong giai đoạn tháng 9–10 năm 1945.

Ngày 21 tháng 8 năm 1945, 20 vạn quân Tưởng do Lư Hán làm tổng chỉ huy, Tiêu Văn làm phó tư lệnh vượt biên giới Việt-Trung tiến vào Việt Nam. Một số nguồn khác cho rằng ngày 27 tháng 8 thì quân đội Trung Hoa Dân quốc mới chính thức vượt biên giới tiến vào miền bắc Việt Nam. Quân đoàn 62 và 53 tiến từ Quảng Tây, dưới sự chỉ huy của Tiêu Văn, đã chiếm Cao Bằng, Lạng Sơn, và những vị trí quan trọng dọc theo bờ biển tới Hải Phòng, còn quân đoàn 93 và 60 của Lư Hán từ Vân Nam tiến vào Lào Cai và dọc theo sông Hồng tới Hà Nội. Ngày 9 tháng 9, quân Tưởng tới Hà Nội.
Quân Tưởng chiếm đóng Hà Nội và hầu hết các thành phố, thị xã từ biên giới Việt - Trung đến vĩ tuyến 16, hà hiếp nhân dân, cướp bóc khắp nơi. Quân Tưởng đổi tiền với tỷ giá vô lý, gây nhiều bất bình cho người dân.
Việt Quốc, Việt Cách và Phục Quốc chia nhau kiểm soát các địa phương phía Bắc Hà Nội. Tại một số nơi các lực lượng này xung đột vũ trang với Việt Minh để giành quyền kiểm soát.
Ngày 14 tháng 9 năm 1945, Lư Hán đến Hà Nội. Lư Hán gặp Hồ Chí Minh, đòi Hồ Chí Minh phải "báo cáo quân số thực tế và tổ chức quân đội Việt Nam", đòi mỗi bộ của chính quyền Việt Nam Dân chủ Cộng hòa phải có một người "liên lạc viên" của Trung Quốc, thậm chí đòi Việt Nam lùi giờ lại một tiếng theo giờ Trung Quốc.
Để tránh phải một lúc đối đầu với nhiều kẻ thù, Việt Minh thực hiện chính sách nhân nhượng với quân Tưởng để tập trung chống Pháp. Chính quyền chấp nhận cho quân Tưởng tiêu xài đồng "quan kim", đồng ý cung cấp lương thực cho họ. Chính quyền thực hiện chính sách nhẫn nhịn, tránh xung đột với quân Tưởng và Việt Quốc, Việt Cách.
Ngày 28 tháng 9 năm 1945, lễ đầu hàng của quân Nhật được tổ chức bởi Trung Hoa Dân Quốc. Ngày 16 tháng 10 năm 1945, chiến dịch Hoa quân nhập Việt chính thức hoàn tất khi quân đội Trung Hoa Dân quốc hoàn thành nhập cảnh vào miền bắc Việt Nam .
Đảng Cộng sản Việt Nam chủ trương mở rộng Chính phủ lâm thời thành Chính phủ Liên hiệp lâm thời, để cho một số nhân vật của Việt Quốc, Việt Cách tham gia Chính phủ. Ngoài ra, Việt Quốc và Việt Cách được 50 và 20 ghế trong Quốc hội Việt Nam không bầu cử.Quốc hội khóa I, họp đầu tiên ngày 2 tháng 3 năm 1946 đã bầu ra Chính phủ Liên hiệp Kháng chiến trong đó Việt Quốc nắm Bộ (trưởng) Kinh tế, bộ Ngoại giao, Việt Cách nắm chức Phó Chủ tịch, Bộ Xã hội, Y tế, Cứu tế và Lao động, Bộ Canh nông.
Ngày 11 tháng 11 năm 1945, Đảng Cộng sản Đông Dương tuyên bố tự giải tán, thực chất là rút vào hoạt động bí mật.
Ngày 28 tháng 2 năm 1946 tại Trùng Khánh, sau một thời gian đàm phán kéo dài, Pháp ký với Trung Hoa Dân Quốc hiệp ước Pháp - Hoa. Những điều khoản chính: Trung Hoa đồng ý để quân Pháp vào Bắc vĩ tuyến 16 trở lên thay Trung Hoa giải giáp quân Nhật, đổi lấy việc Pháp trả lại các tô giới và nhượng địa của Pháp trên đất Trung Hoa; Pháp bán lại đường sắt Côn Minh - Hồ Kiều và miễn thuế quá cảnh ở Hải Phòng cho Trung Hoa.
Ngày 6 tháng 3 năm 1946 tại Hà Nội, Hiệp định sơ bộ Pháp - Việt được ký kết, trong đó có các điều khoản quan trọng:
- Việt Nam đồng ý cho 15.000 quân Pháp vào miền Bắc Việt Nam thay quân Tưởng và sẽ rút hết sau 5 năm, mỗi năm rút 3000 quân.
- Hai bên đình chỉ ngay xung đột để mở rộng đàm phán chính thức.

Với nước cờ này, Việt Nam Dân chủ Cộng hòa đã tránh được nhiều khó khăn: quân Tưởng rút về nước, quân Pháp tạm thời hòa hoãn, tuy nhiên Pháp được mang quân ra Bắc một cách dễ dàng.
Khi hạm đội Pháp tiến vào cảng Hải Phòng ngày 6 tháng 3 năm 1946, quân Trung Hoa Dân quốc dọc sống Cửa Cấm đã nổ súng tấn công. Như vậy đã có một cuộc xung đột quân sự nhỏ giữa quân Pháp và quân Tưởng tại vùng biển Hải Phòng. Kết quả là nhiều binh lính 2 bên thương vong.

## Kết thúc
Ngày 18 tháng 3 năm 1946, Việt Nam Dân chủ Cộng hòa cử một phái đoàn sang Trùng Khánh để giữ quan hệ hoà hảo với Trung Hoa Dân Quốc. Dù vậy đến ngày 31 tháng 3 ăn 1946, quân Tưởng vẫn chưa chịu rút về theo Hiệp định Hoa-Pháp tại Trùng Khánh.
Từ tháng 5 năm 1946 quân Tưởng mới bắt đầu rút dần về nước. Ngày 15 tháng 6 năm 1946, quân Tưởng hoàn toàn rút khỏi Việt Nam. Một số nguồn cho rằng quân Tưởng hoàn thành việc rút quân vào ngày 18 tháng 9 năm 1946 .
Tháng 7 năm 1946, xảy ra Vụ án phố Ôn Như Hầu, Việt Quốc, Việt Cách và Đại Việt suy yếu. 